# Martins (Rio Grande do Norte)
Martins é um município brasileiro localizado no interior do estado do Rio Grande do Norte, a uma distância de 393 quilômetros da capital estadual, Natal. Com uma área territorial de 169 quilômetros quadrados (km²), sua população no censo de 2022 era de 8 179 habitantes, de acordo com o Instituto Brasileiro de Geografia e Estatística (IBGE).
Localizado a uma altitude de 750 metros de altitude em relação ao nível do mar, Martins recebe as alcunhas Princesa Serrana e Campos do Jordão do Rio Grande do Norte, devido ao seu clima considerado agradável em contraste com a vizinhança. Nos meses de julho ou agosto, época mais fria do ano, a cidade realiza um festival gastronômico de rua, considerado o maior do estado.
Um dos principais destinos turísticos do interior potiguar, Martins se destaca no turismo de aventura, abrigando a segunda maior caverna de mármore do país, a Casa de Pedra, com 100 metros de comprimento. No ramo cultural destaca-se, além do festival gastronômico, a festa da padroeira Nossa Senhora da Conceição, realizada a partir do final de dezembro, estendendo-se até o início de janeiro.
O município foi emancipado de Portalegre em 1841, com a denominação de Maioridade, em alusão ao Golpe da Maioridade, ocorrido no ano anterior. Seis anos depois, a denominação foi alterada para Imperatriz e, desde 1890, tornou-se definitivamente Martins, em referência a Francisco Martins de Roriz, fundador da capela de Nossa Senhora da Conceição, hoje igreja do Rosário. Com o passar do tempo, sua área territorial foi encolhendo devido aos sucessivos desmembramentos, até chegar à sua configuração atual, restando apenas a sede e o distrito de Salva Vida.

## História

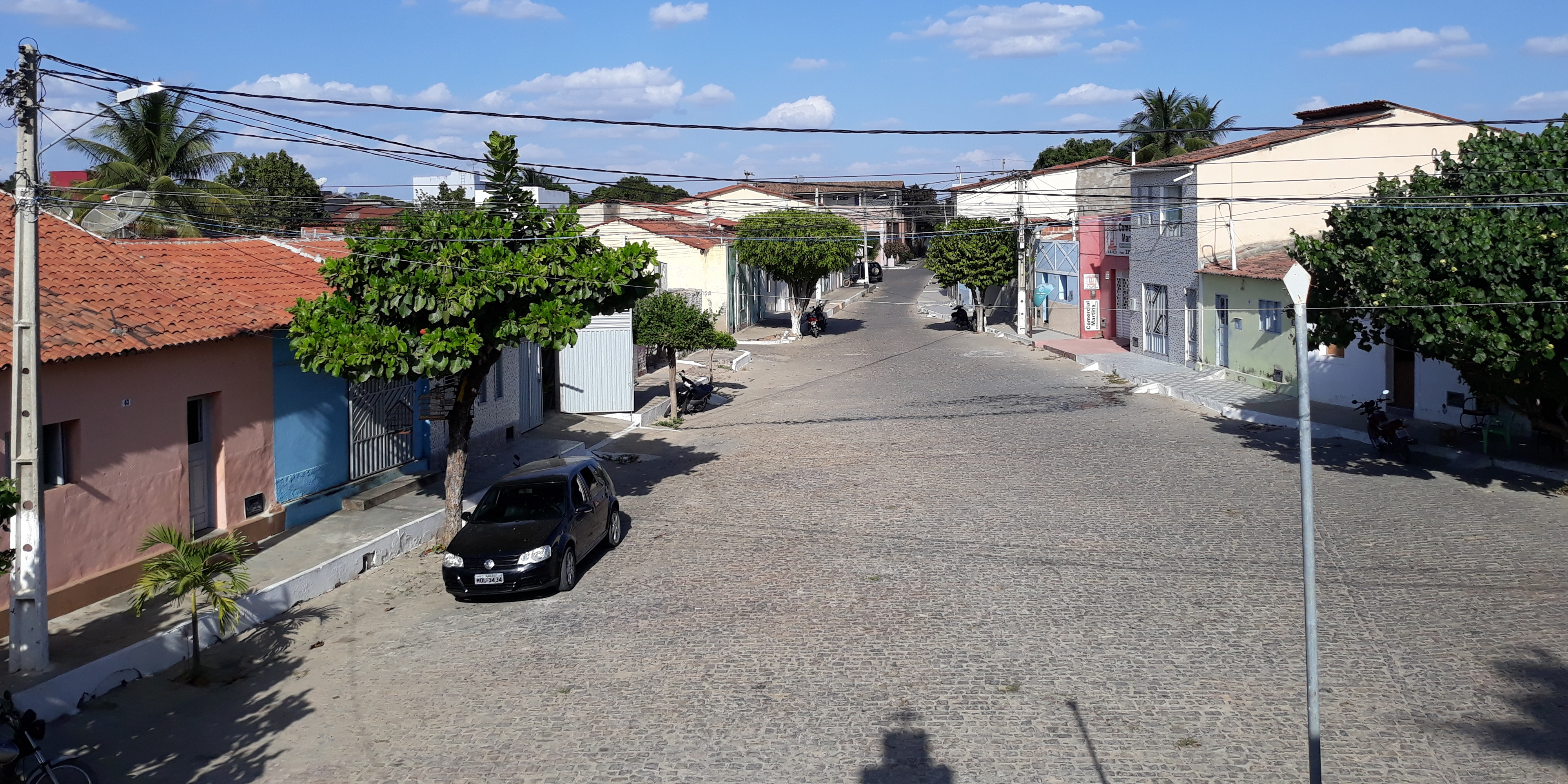
Rua Francisco Martins Roriz, onde nasceu Martins, cujo nome é uma referência ao fundador da cidade.

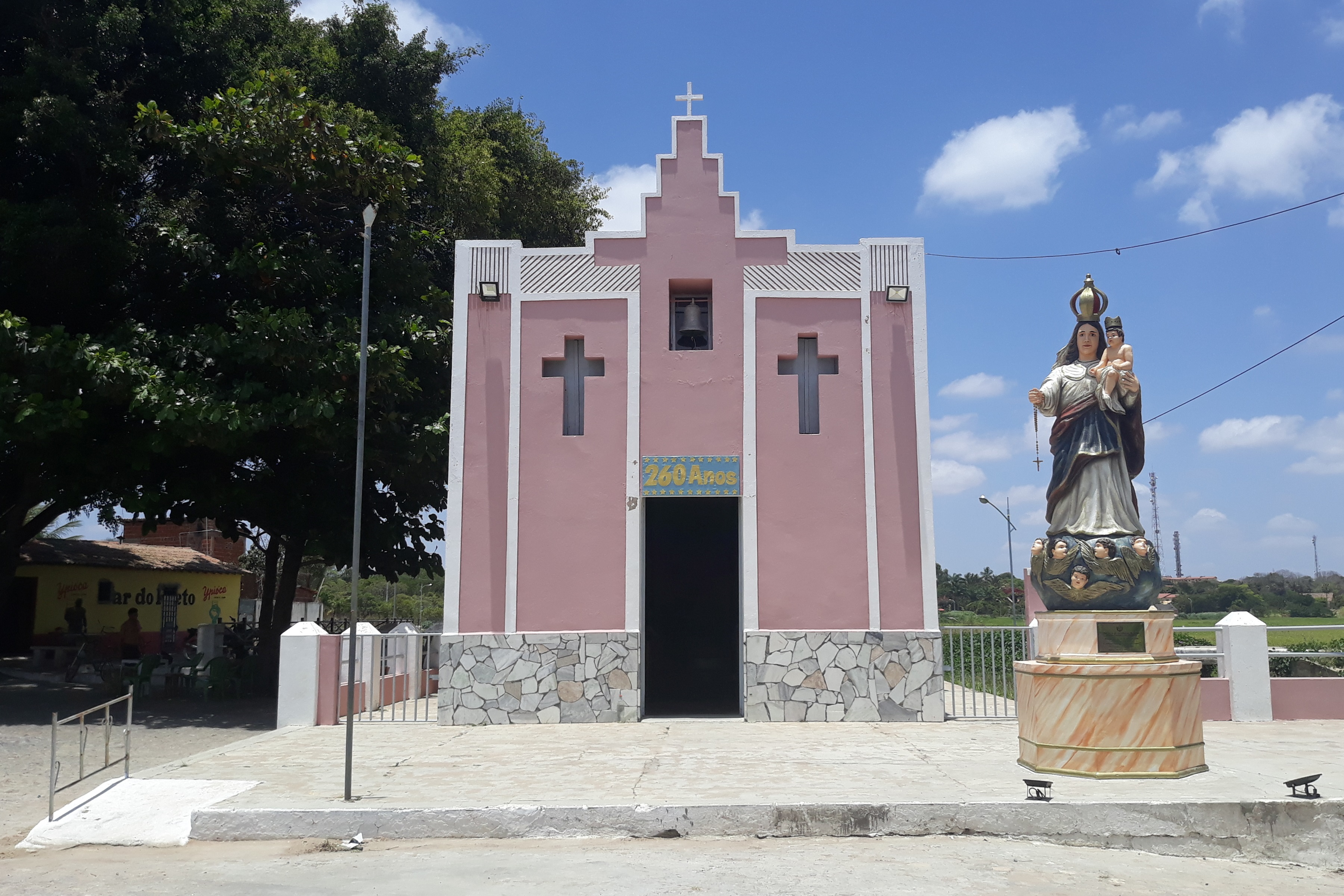
Capela Nossa Senhora do Rosário, primeira igreja de Martins. À direita a estátua de Nossa Senhora da Conceição, padroeira do município.

Em 20 de julho de 1736, Aleixo Teixeira, capitão-mor da Aldeia de São João do Apodi dos Tapuias Paiacus (atual Apodi), recebeu a carta de data da sesmaria de terras no alto da serra conhecida como Serra do Campo Grande (assim chamada em virtude da proximidade da povoação de Campo Grande), posteriormente conhecida como Serra da Conceição. Seis anos depois, Francisco Martins Roriz, habitante da Ribeira do Jaguaribe, na capitania do Ceará-Grande, fundou, no alto da serra, uma capela, dedicada à Nossa Senhora da Conceição (atual Igreja do Rosário), tomando posse daquelas terras situadas entre os rios Apodi/Mossoró e Umari.
Em 2 de novembro de 1840, é criada a paróquia de Martins, desmembrada da paróquia de Pau dos Ferros, tendo como primeiro pároco o padre Pedro José de Queiroz e Sá. A criação da paróquia foi um dos marcos da emancipação política do município, que ocorreu em 10 de novembro de 1841, através da lei provincial nº 71, desmembrado de Portalegre, com o nome de Maioridade, assim nomeada em homenagem à maioridade antecipada do imperador Dom Pedro II, ocorrida no ano anterior.
Em 1842, Agostinho Pinto de Queiroz tornou-se o primeiro intendente municipal, ocupando o cargo por dois anos. Nesse mesmo ano foi criada a comarca de Maioridade, a terceira da província do Rio Grande do Norte, depois de Natal e Assu. Em 30 de outubro de 1847, Maioridade passa a ser denominado Imperatriz, em homenagem à D. Teresa Cristina de Bourbon-Duas Sicílias, esposa de D. Pedro II e imperatriz do Brasil por quase meio século, desde 1843 até a queda do regime monárquico, em 1889. Através da lei provincial n° 35, sancionada pelo governador Pedro de Albuquerque Maranhão em 7 de julho de 1890, "Imperatriz" passa a ser definitivamente denominado de "Martins", em referência a Francisco Martins de Roriz.
Quando emancipado, Martins se limitava a norte com Apodi, Portalegre a oeste e a Paraíba nas demais direções, detendo uma área territorial que ocupava boa parte do extremo oeste da província. Com o passar do tempo, através de leis provinciais/estaduais, essa área foi encolhendo devido aos sucessivos desmembramentos para a criação de novos municípios, até restar a área atual. De Martins foram desmembrados os seguintes municípios: Patu (25 de setembro de 1890), parte de Alexandria (7 de novembro de 1930), Umarizal (ex-distrito de Divinópolis, desmembrado em 27 de novembro de 1958), Antônio Martins (ex-Demétrio Lemos, 8 de maio de 1963), Frutuoso Gomes (ex-Mineiro, 20 de dezembro de 1963), Lucrécia (27 de dezembro de 1963) e Serrinha dos Pintos (31 de outubro de 1993). Nos dias atuais, o município é formado administrativamente pelo distritos de Martins, onde se localiza a sede municipal, e Salva Vida, criado pela lei estadual nº 2792, datada de 11 de maio de 1962.

## Geografia
De acordo com a divisão do Instituto Brasileiro de Geografia e Estatística vigente desde 2017, Martins pertence à região geográfica intermediária de Mossoró e à região imediata de Pau dos Ferros. Até então, com a vigência das divisões em microrregiões e mesorregiões, fazia parte da microrregião de Umarizal, que por sua vez estava incluída na mesorregião do Oeste Potiguar.
Martins ocupa uma área territorial de 169,464 km² (0,3209% do território estadual) e se limita a norte com Viçosa e Umarizal; a sul com Antônio Martins e Serrinha dos Pintos; a leste com Lucrécia e Frutuoso Gomes e a oeste com Serrinha dos Pintos e Portalegre. Está a 370 km de Natal, capital estadual, e a 2 141 km de Brasília, capital federal.
O relevo do município, com altitudes predominando entre 400 e 800 metros, é constituído pelo Planalto da Borborema, formado por terrenos rochosos antigos provenientes do período Pré-Cambriano, com as serras de Bom Princípio, Macapá, Martins, Mundo Novo e dos Picos, bem como os serrotes Jacu e do Saquinho; e pela Depressão Sertaneja, que compreende uma série de terrenos de menor altitude, de transição entre o Planalto da Borborema e a Chapada do Apodi. O município está situado em área de abrangência de rochas metamórficas que formam o embasamento cristalino, formados entre um bilhão e 2,5 bilhões de anos, assim como das rochas da Formação Serra de Martins, com idade de aproximadamente sessenta milhões de anos, originárias da idade terciária inferior.
Os tipos de solos do município são o latossolo vermelho amarelo, em áreas de relevo plano, com textura de argila e pouca fertilidade; os luvissolos ou solos bruno não cálcicos, pedregoso e característico de áreas onduladas, com nível de fertilidade entre médio a alto e textura formada por areia ou argila; e os neossolos ou solos litólicos eutróficos, de baixa profundidade, presente em áreas com relevo ondulado ou fortemente ondulado, além de ser altamente fértil e apresentar textura média. Esses solos são cobertos principalmente pela caatinga hiperxerófila, de pequeno porte, sem folhas na estação seca, além da floresta caducifólia, com espécies caducas e de porte maior.
Situado na bacia hidrográfica do Rio Apodi/Mossoró, os principais riachos são Corredor, Comissário, Forquilha, dos Picos e Sampaio. Os maiores reservatórios, com capacidade igual ou superior a cem mil metros cúbicos de água (m³), são: Lajes ou Serra Nova (1 200 000 m³), Ribeiro (873 000 m³) e Alívio (800 000 m³).

Vegetação da serra de Martins durante o período chuvoso

### Clima
| Janeiro   | 137,5 mm | 26/01/2004 | Julho    | 77,4 mm | 07/07/2020 |
| Fevereiro | 157,8 mm | 22/02/1963 | Agosto   | 70 mm   | 26/08/2009 |
| Março     | 154 mm   | 28/03/2023 | Setembro | 44 mm   | 18/09/1974 |
| Abril     | 168 mm   | 06/04/1955 | Outubro  | 95 mm   | 24/10/2010 |
| Maio      | 170 mm   | 15/05/2009 | Novembro | 115 mm  | 30/11/1978 |
| Junho     | 105 mm   | 25/06/1994 | Dezembro | 90,2 mm | 13/12/2000 |

Martins possui maior o índice pluviométrico do interior do Rio Grande do Norte, que ultrapassa 1 100 milímetros (mm) anuais, apresentando assim clima tropical chuvoso Aw, com chuvas concentradas no primeiro semestre. Esse elevado índice, em comparação às regiões vizinhas, deve-se à ocorrência comum de chuvas orográficas no lado a barlavento da serra, onde está situada a cidade. A altitude de Martins também faz com que a cidade experimente temperaturas mais amenas, rendendo ao município as alcunhas de "Campos do Jordão do Rio Grande do Norte" e "Princesa Serrana".
Segundo dados da Empresa de Pesquisa Agropecuária do Rio Grande do Norte (EMPARN), desde 1911 o maior acumulado de precipitação (chuva) em 24 horas registrado em Martins chegou aos 170 mm em 15 de maio de 2009, enquanto o mês mais chuvoso da série histórica foi abril de 1985, com 811,2 mm acumulados. Desde agosto de 2021, a menor temperatura registrada na cidade foi de 16,6 °C em 21 de julho de 2023 e a maior chegou a 34,8 °C em 25 de novembro do mesmo ano.
| Dados climatológicos para Martins                                                               | Dados climatológicos para Martins | Dados climatológicos para Martins | Dados climatológicos para Martins | Dados climatológicos para Martins | Dados climatológicos para Martins | Dados climatológicos para Martins | Dados climatológicos para Martins | Dados climatológicos para Martins | Dados climatológicos para Martins | Dados climatológicos para Martins | Dados climatológicos para Martins | Dados climatológicos para Martins | Dados climatológicos para Martins |
| Mês                                                                                             | Jan                               | Fev                               | Mar                               | Abr                               | Mai                               | Jun                               | Jul                               | Ago                               | Set                               | Out                               | Nov                               | Dez                               | Ano                               |
| ----------------------------------------------------------------------------------------------- | --------------------------------- | --------------------------------- | --------------------------------- | --------------------------------- | --------------------------------- | --------------------------------- | --------------------------------- | --------------------------------- | --------------------------------- | --------------------------------- | --------------------------------- | --------------------------------- | --------------------------------- |
| Temperatura máxima recorde (°C)                                                                 | 33,5                              | 34,2                              | 32,6                              | 30,3                              | 30,4                              | 30                                | 31,4                              | 31,3                              | 33,5                              | 34,5                              | 34,8                              | 34,1                              | 34,8                              |
| Temperatura mínima recorde (°C)                                                                 | 18                                | 18,8                              | 18,3                              | 18,6                              | 18,6                              | 17,2                              | 16,6                              | 16,9                              | 17,3                              | 17,8                              | 18,8                              | 18,2                              | 16,6                              |
| Precipitação (mm)                                                                               | 115,7                             | 178,3                             | 282,3                             | 259,6                             | 139,3                             | 63                                | 36,6                              | 11,3                              | 5,5                               | 8,7                               | 12,9                              | 28,4                              | 1 141,6                           |
| Fonte: EMPARN (recordes de temperatura: 26/08/2021-presente; médias de precipitação: 1911-2020) |                                   |                                   |                                   |                                   |                                   |                                   |                                   |                                   |                                   |                                   |                                   |                                   |                                   |

## Demografia
A população de Martins no censo demográfico de 2022 era de 8 179 habitantes, com um taxa média anual de diminuição de 0,04% em relação ao censo de 2010, sendo o 80º município em população do Rio Grande do Norte, apresentando uma densidade populacional de 49,6 habitantes por quilômetro quadrado. Segundo o mesmo censo, 61,28% habitantes viviam na zona urbana e 38,72% na zona rural. Ao mesmo tempo, 50,8% dos habitantes eram do sexo feminino e 49,2% do sexo masculino, com uma razão de sexo de aproximadamente 97 homens para cada cem mulheres. Quanto à faixa etária, 65,55% dos habitantes tinham entre 15 e 64 anos, 24,03% menos de 15 anos e 11,02% 65 anos ou mais.

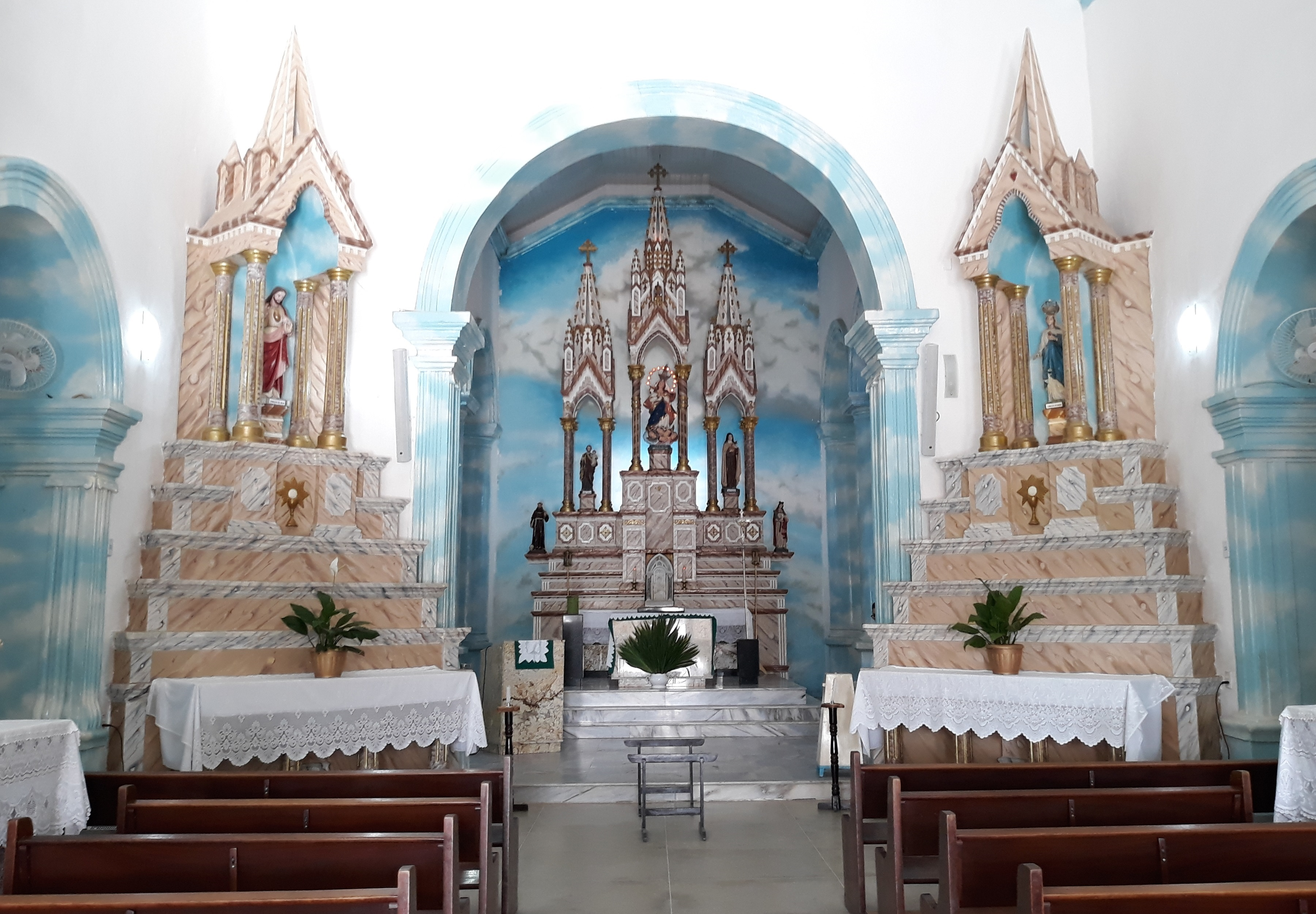
Igreja Matriz de Nossa Senhora da Conceição por dentro.

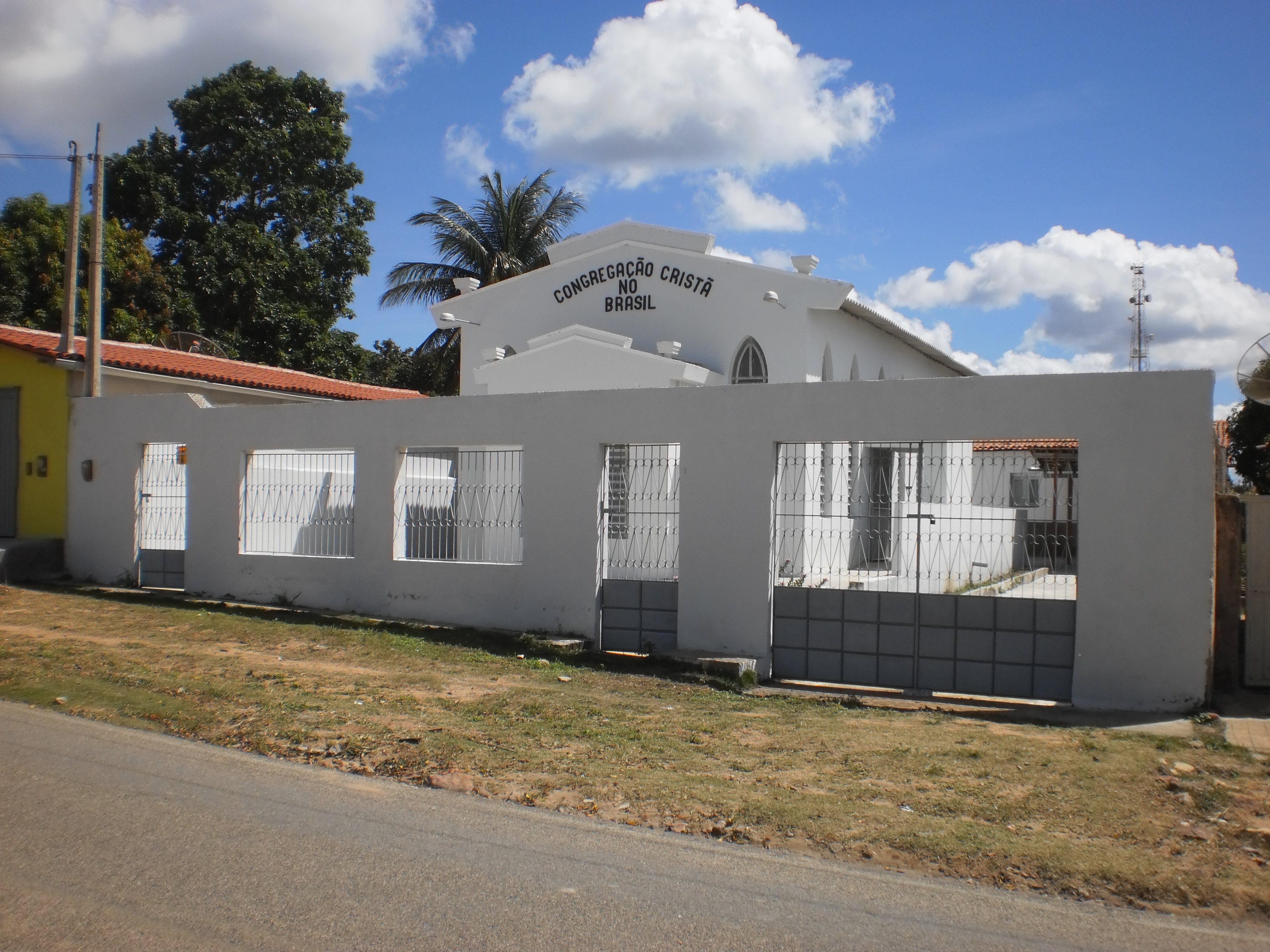
Templo da Congregação Cristã do Brasil.

Ainda segundo o mesmo censo, a população de Martins era formada por católicos apostólicos romanos (82,32%), evangélicos (13,69%), testemunhas de Jeová (0,62%), espíritas (0,49%) e budistas (0,07%). Outros 2,7% não possuíam religião, incluindo-se aí os ateus (0,05%), e 0,1% pertenciam a outras religiosidades cristãs. A padroeira do município é Nossa Senhora da Conceição, cuja paróquia, subordinada à Diocese de Mossoró, foi criada em 2 de novembro de 1840 e abrange os municípios de Martins e Serrinha dos Pintos. Martins também possui alguns credos protestantes ou reformados, dentre igrejas evangélicas e de missão, sendo algumas delas a Assembleia de Deus, Congregação Cristã do Brasil, Evangelho Quadrangular, Igreja Adventista do Sétimo Dia, Igreja Batista, Igreja Presbiteriana, Igreja Universal do Reino de Deus e das Testemunhas de Jeová.
Conforme pesquisa de autodeclaração do mesmo censo, 51,92% da população eram pardos, 43,52% brancos, 4,51% pretos e 0,04% indígenas. Todos os habitantes eram brasileiros natos (82,71% naturais do município), sendo 98,16% nascidos na Região Nordeste, 1,59% no Sudeste, 0,15% no Centro-Oeste e 0,03% no Norte, além de 0,08% sem especificação. Dentre os naturais de outras unidades da federação, os estados com o maior percentual de residentes eram Paraíba (1,39%), São Paulo (1,22%) e Ceará (0,78%).
O Índice de Desenvolvimento Humano (IDH-M) do município é considerado médio, de acordo com dados do Programa das Nações Unidas para o Desenvolvimento. Segundo dados do relatório de 2010, divulgados em 2013, seu valor era de 0,622, sendo o 55º maior do Rio Grande do Norte e o 3 653° do Brasil. Considerando-se apenas o índice de longevidade, seu valor é de 0,772, o valor do índice de renda é 0,580 e o de educação 0,538. De 2000 a 2010, o índice de Gini passou de 0,59 para 0,49 e a proporção de pessoas com renda domiciliar per capita de até 140 reais caiu 41,9%. Em 2010, 64,7% da população vivia acima da linha de pobreza, 20,4% abaixo da linha de indigência e 14,9% entre as linhas de indigência e de pobreza. No mesmo ano, os 20% mais ricos eram responsáveis por 51,3% do rendimento total municipal, valor pouco mais de 23 vezes superior à dos 20% mais pobres, de apenas 2,2%.

## Política
O poder executivo do município de Martins é exercido pelo prefeito, auxiliado pelo seu gabinete de secretários. O primeiro prefeito municipal foi José Elinas dos Santos, eleito em setembro de 1928 e empossado em janeiro de 1929, e a atual é Maria José de Oliveira Gurgel Costa, do Democratas (DEM), eleita nas eleições municipais de 2020 e empossada em janeiro de 2021, tendo como vice Suely Galdino Leite, do Partido Democrático Trabalhista (PDT). O poder legislativo é exercido pela Câmara Municipal, constituída por nove vereadores. Cabe à casa elaborar e votar leis fundamentais à administração e ao executivo, especialmente o orçamento municipal (conhecido como Lei de Diretrizes Orçamentárias).
Existem também alguns conselhos municipais em atividade: alimentação escolar, assistência social, direito da criança e do adolescente, desenvolvimento rural, educação, FUNDEB, saúde, trabalho/emprego, turismo e tutelar. Martins se rege por sua lei orgânica, promulgada em 3 de abril de 1990, e é sede de uma comarca do poder judiciário estadual, de segunda entrância, cujos termos são os municípios de Antônio Martins e Serrinha dos Pintos. O município pertence à 38ª zona eleitoral do Rio Grande do Norte e possuía, em dezembro de 2016, 6 872 eleitores, de acordo com dados do Tribunal Superior Eleitoral (TSE), representando 0,298% do eleitorado potiguar.

## Economia

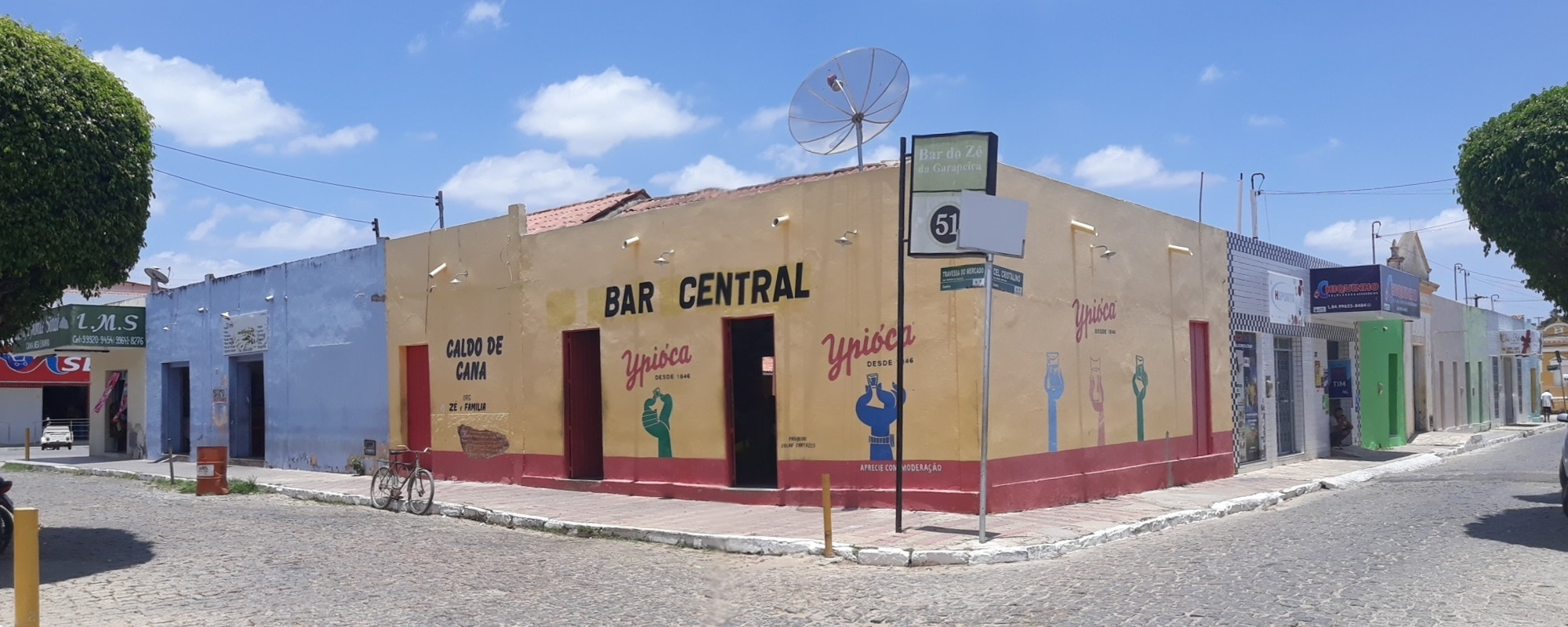
Mercado público de Martins.

Segundo o IBGE, o Produto Interno Bruto (PIB) do município de Martins em 2015 era de R$ 62 369 mil, dos quais R$ 34 201 mil de investimentos da administração pública, R$ 21 026 mil do setor terciário, R$ 3 248 mil de impostos, R$ 2 247 mil do setor secundário e R$ 1 647 mil do setor primário. O PIB per capita era de R$ 7 201,08.
Em 2015 o município possuía um rebanho de 3 500 galináceos (frangos, galinhas, galos e pintinhos), 1 200 bovinos, 600 suínos, 550 ovinos, trezentos caprinos e 140 equinos. Na lavoura temporária de 2015 foram produzidos cana-de-açúcar (450 t), mandioca (224 t), batata-doce (32 t), milho (25 t), feijão (23 t) e fava (3 t), e na lavoura permanente coco-da-baía (oito mil frutos), castanha de caju (220 t), banana (80 t, em cacho), goiaba (33 t) e manga (23 t). Ainda no mesmo ano o município também produziu 169 mil litros de leite de trezentas vacas ordenhadas; 33 mil dúzias de ovos de galinha e 3,2 mil quilos de mel de abelha.

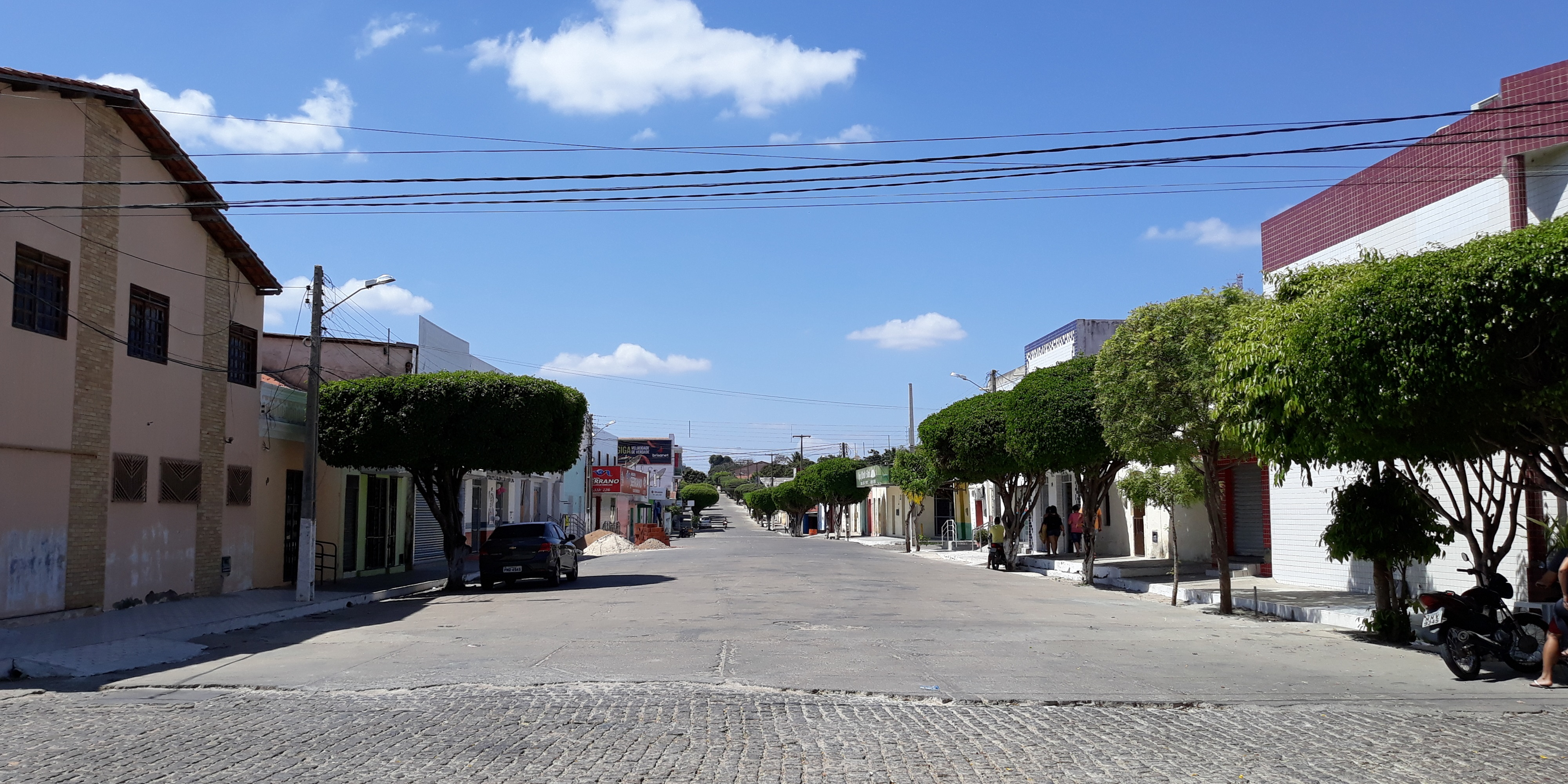
Rua Desembargador Hemetério Fernandes, no centro de Martins.

Em 2010, considerando-se a população municipal com idade igual ou superior a dezoito anos, 48,7% eram economicamente ativas ocupadas, 44,2% inativa e 7,1% ativa desocupada. Ainda no mesmo ano, levando-se em conta população ativa ocupada a mesma faixa etária, 39,34% trabalhavam na agropecuária, 38,06% no setor de serviços, 14,02% no comércio, 4,68% na construção civil, 2,28% em indústrias de transformação e 0,55% na utilidade pública.
Existem poucas indústrias no município, com destaque às de transformação da cana-de-açúcar, castanha de caju, farinha, polpas e sucos de frutas. Conforme a estatística do cadastro central de empresas de 2014, Martins possuía 92 unidades locais, 91 delas atuantes. Salários juntamente com outras remunerações somavam R$ 8 547 mil e o salário médio mensal de todo o município era de 1,4 salários mínimos.

## Infraestrutura

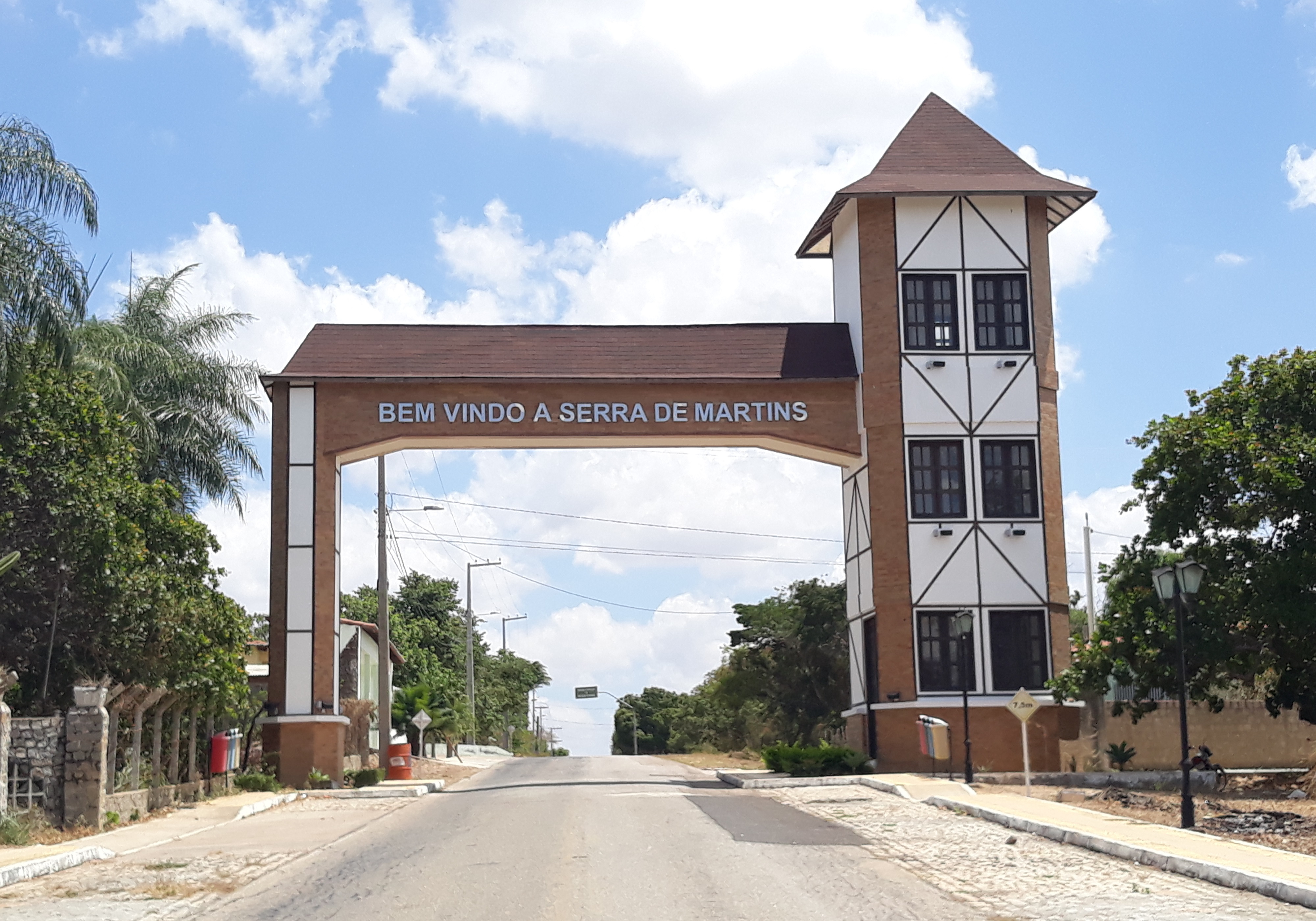
Pórtico de entrada de Martins, na rodovia estadual RN-117, a única que corta o município.

O serviço de abastecimento de água de Martins é feito pela Companhia de Águas e Esgotos do Rio Grande do Norte (CAERN) e a empresa responsável pelo fornecimento de energia elétrica é a Companhia Energética do Rio Grande do Norte (COSERN). A voltagem da rede é de 220 volts. O código de área (DDD) de Martins é 084 e o Código de Endereçamento Postal (CEP) varia na faixa de 59800-000 a 59804-999. Em 2010 o município tinha 81,84% de seus domicílios com água canalizada, 99,67% com eletricidade e 69,28% com coleta de lixo. Ao mesmo tempo, 65,32% tinham somente telefone celular, 12,74% possuíam celular e fixo e 4,43% apenas telefone fixo.
A frota municipal em 2016 era de 1 191 motocicletas, 532 automóveis, 284 motonetas, 168 caminhonetes, 51 caminhões, dezesseis camionetas, quatorze micro-ônibus, oito ônibus e três caminhões-tratores, além de quarenta em outras categorias, totalizando 2 307 veículos. Martins é cortado pela RN-117, que começa em Mossoró e atravessa vários municípios da região oeste do estado, até se encontrar com a BR-405, depois de Paraná, ligando Martins a municípios vizinhos.

### Saúde
A rede de saúde de Martins dispunha, em 2009, de oito estabelecimentos, seis públicos e dois privados, com um total de 27 leitos para internação. Em abril do mesmo ano, a rede profissional de saúde era constituída por dezoito auxiliares de enfermagem, oito médicos, oito técnicos de enfermagem, três enfermeiros, três cirurgiões-dentistas, um fisioterapeuta, um farmacêuticos e um técnico de enfermagem, totalizando 35 profissionais.
Segundo dados do Ministério da Saúde, dezesseis casos de AIDS foram registrados em Martins entre 1990 e 2015 e, entre 2001 e 2012, foram notificados 150 casos de dengue e um de leishmaniose. Em 2010, a expectativa de vida ao nascer do município era de 71,31 anos, com um índice de longevidade de 0,772. A taxa de fecundidade era de 2,1 filhos por mulher e a taxa de mortalidade infantil de 22,9 por mil nascidos vivos. O município pertence à VI Unidade Regional de Saúde Pública do Rio Grande do Norte (URSAP-RN), sediada em Pau dos Ferros.

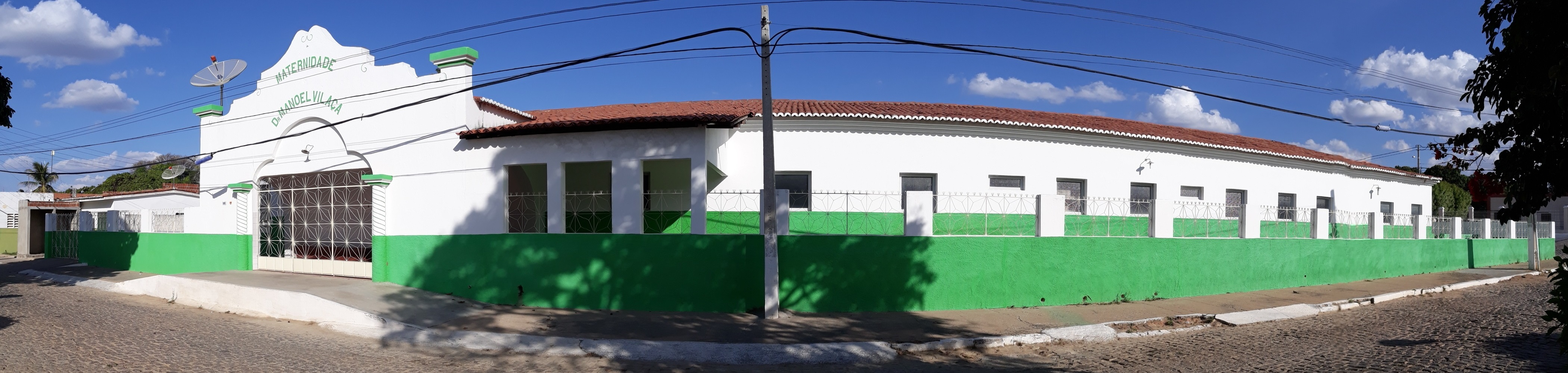
Maternidade Dr. Manoel Vilaça

### Educação

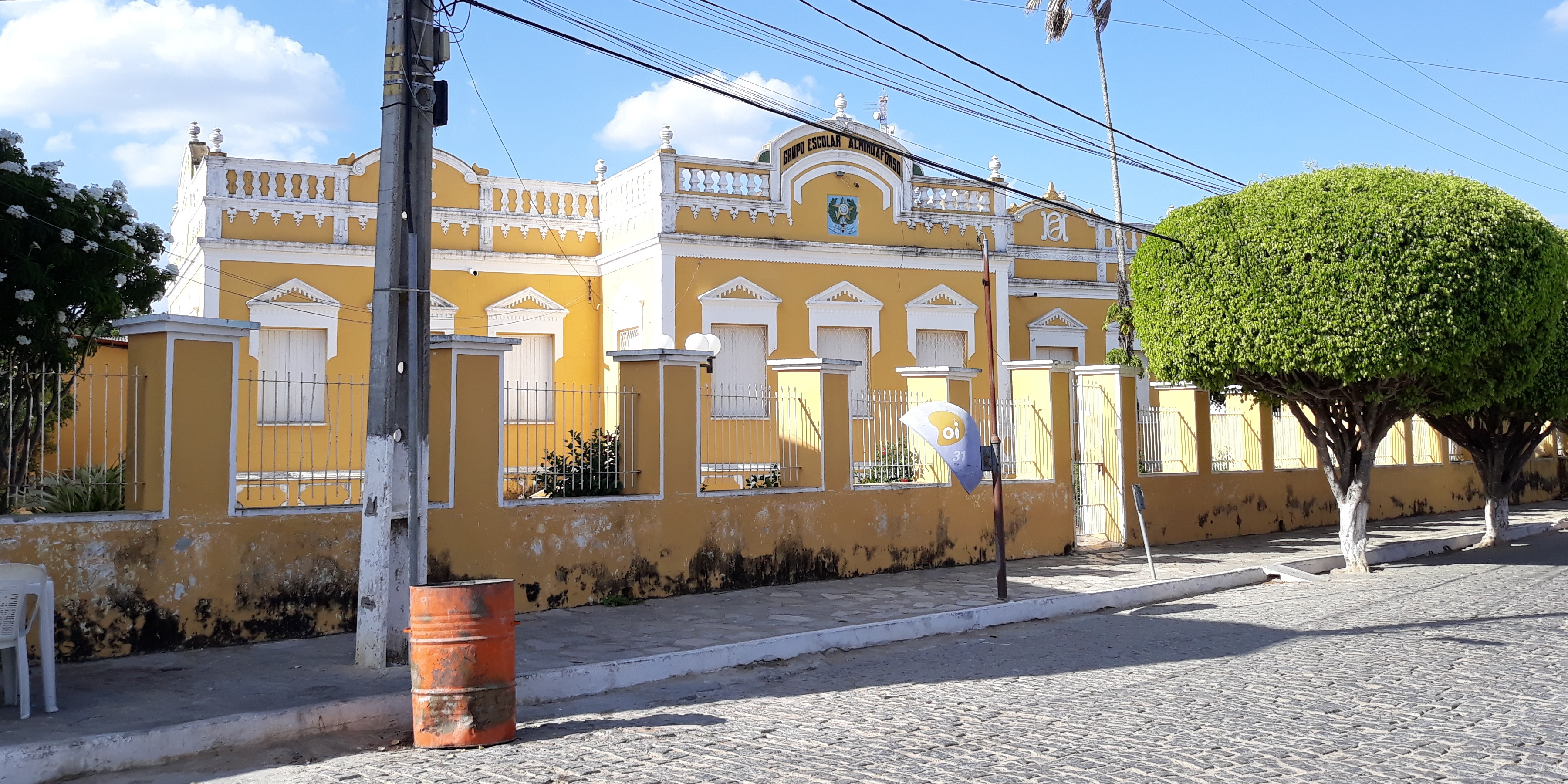
Escola Estadual Almino Afonso, estabelecimento de ensino mais antigo de Martins.

O fator "educação" do IDH no município atingiu em 2010 a marca de 0,538, ao passo que a taxa de alfabetização da população acima dos dez anos indicada pelo último censo demográfico do mesmo ano foi de 82% (87,7% para as mulheres e 76,1% para os homens). Ainda em 2010, Martins possuía uma expectativa de anos de estudos de 9,56 anos, valor acima da média estadual (9,54 anos). A taxa de conclusão do ensino fundamental, entre jovens de 15 a 17 anos, era de 47,7%, enquanto o percentual de conclusão do ensino médio (18 a 24 anos), de 34,3%.
| 2005 | 2,3 | 2,9 |
| 2007 | 3,1 | 3,2 |
| 2009 | 3,5 | 3,4 |
| 2011 | 3,9 | 3,8 |
| 2013 | 4,8 | 4,1 |
| 2015 | 5,2 | 3,3 |

Também em 2010, o percentual de crianças de cinco a seis anos na escola era de 100% e de onze a treze anos cursando o fundamental de 85,59%. Entre os jovens, a proporção na faixa de quinze a dezessete anos com fundamental completo era de 47,81% e dezoito a vinte anos com ensino médio completo de apenas 24,99%. Considerando-se apenas a escolaridade da população com idade igual ou superior a 25 anos, 32,18% tinham fundamental completo, 23,30% não sabiam ler ou escrever, 21,52% tinham ensino médio completo e apenas 4,04% ensino superior completo.
Em 2015, a distorção idade-série ou defasagem entre alunos do ensino fundamental, ou seja, com idade superior à recomendada, era de 16% para os anos iniciais e 40,4% nos anos finais, chegando a 56,3% no ensino médio. No mesmo ano o município possuía uma rede de doze escolas de ensino fundamental (com 81 docentes), sete do pré-escolar (quatorze docentes) e duas de ensino médio (dezenove docentes), com um total de 1 867 matrículas. No ensino superior, o município possui um polo da Universidade Aberta do Brasil (UAB).

## Cultura

### Museus e turismo

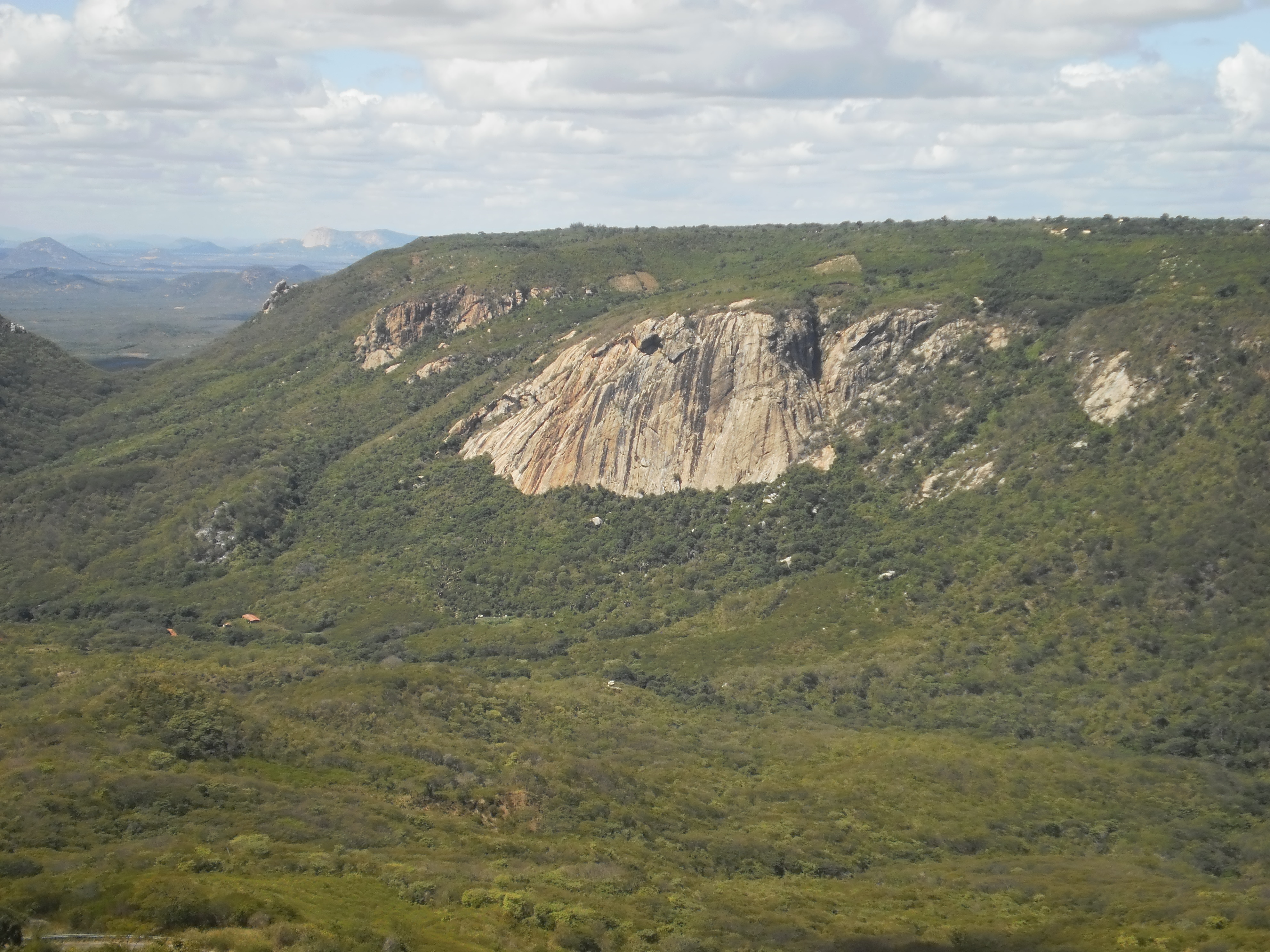
Fotografia da Pedra Rajada a partir do Mirante Mãe Guilé.

O município abriga três museus, sendo eles o Memorial Manoel Lino de Paiva, cujo nome faz referência a um soldado de mesmo nome natural de Martins que participou da Batalha de Montese (Itália, 1945), ao final da Segunda Guerra Mundial, abrigando um acervo biográfico sobre o soldado e outras personalidades martinenses que também lutaram contra o nazifascismo europeu; Museu Cultural Demétrio Lemos, cujo acervo foi doado por Demétrio Lemos ao Grupo Escolar Almino Afonso, com estátuas no estilo art nouveau, decorações artísticas e uma biblioteca literária; e o Museu Histórico de Martins, que pertence ao Instituto Histórico e Cultural de Martins e está situado no edifício PAX, tendo sido criado em 20 de dezembro de 1955 e contando com bibliotecas, exposições e galerias, além do setor de arqueologia, vindo da Casa de Pedra.

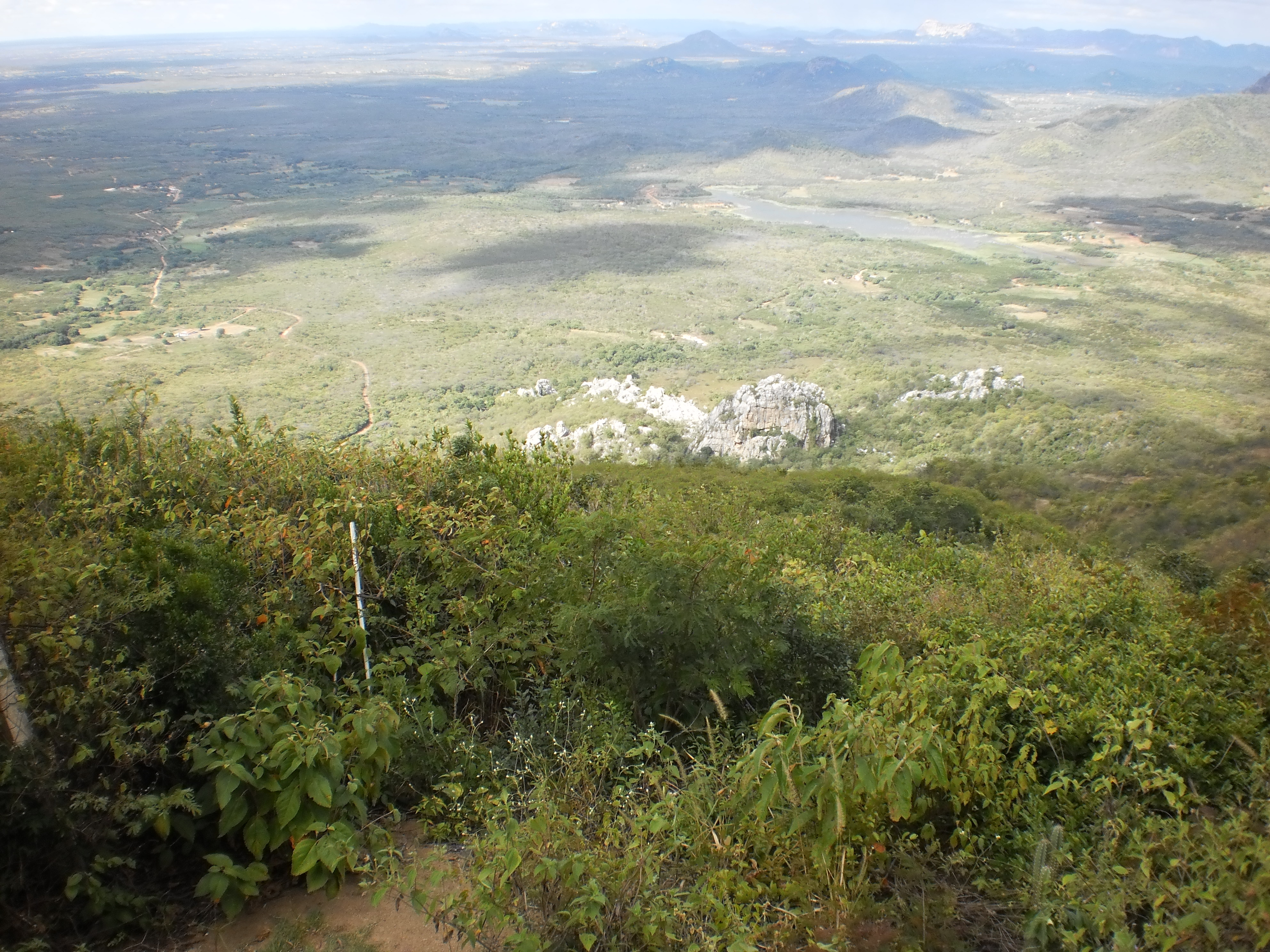
A Casa de Pedra (ao meio) vista do Mirante do Canto.

Martins destaca-se no turismo, com seu clima agradável, sendo um dos municípios mais visitados do Rio Grande do Norte, possuindo mirantes, praças e outros lugares históricos. O município abriga a Casa de Pedra, localizada na Fazenda Trincheira e a segunda maior caverna do Brasil em mármore (a primeira está em Campo Formoso, na Bahia), com cem metros de comprimento e formações de estalactites e estalagmites, onde também podem ser encontrados fósseis pré-históricos. A sala principal possui dezoito metros de comprimento por doze de largura, cujo teto mede dez metros. A Casa de Pedra está inserida dentro do Monumento Natural de Cavernas de Martins, a primeira unidade de conservação implantada no Alto Oeste Potiguar, criada pelo decreto estadual 31 754 de 28 de julho de 2022.
Entre os atrativos naturais estão, além da Casa de Pedra, a Cachoeira de Umarizeira; as pedras Rajada e do Sapo, as grutas Nossa Senhora Aparecida e Nossa Senhora do Perpétuo Socorro e o pôr do sol do Diadema. Outros atrativos turísticos de Martins são a Capela Nossa Senhora do Rosário, a Casa de Agá Fernandes, a Escola Estadual Almino Afonso, a Igreja Matriz de Nossa Senhora da Conceição (sede da paróquia), o Largo Raimundo Nonato, o Nicho Ecológico Nossa Senhora do Livramento e a Praça Almino Afonso. Há ainda os mirantes da Carranca, do Canto e Mãe Guilé, de onde se podem avistar paisagens de localidades vizinhas, bem como os hotéis "Chalé Lagoa dos Ingás", "La Chart Hotel" e "Serrano".

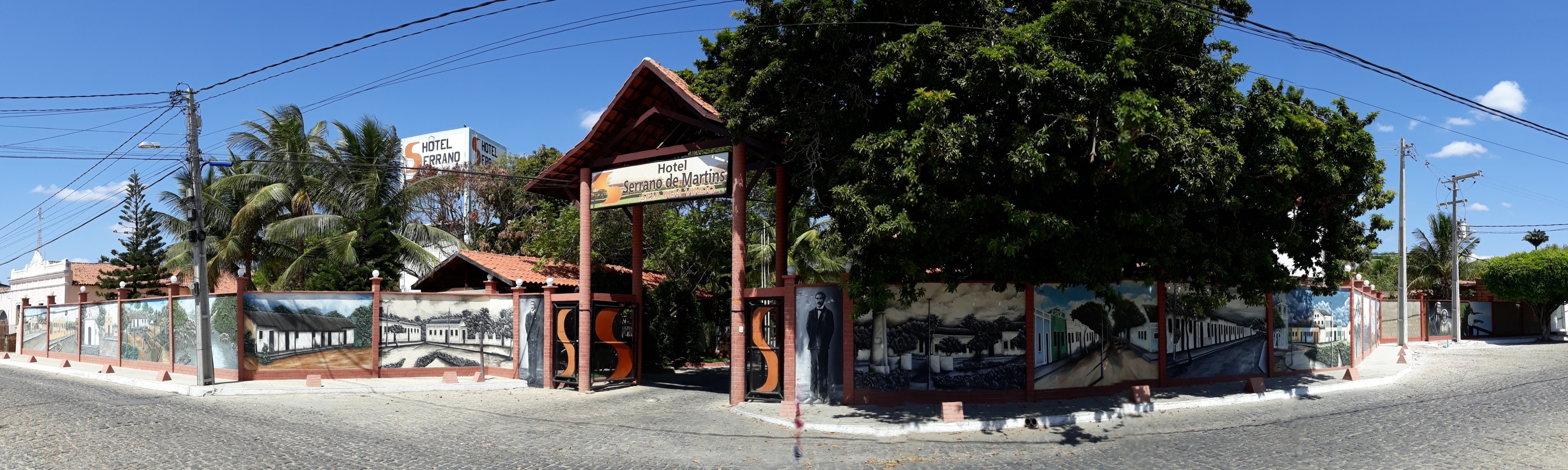
Panorama da fachada do Hotel Serrano

### Eventos

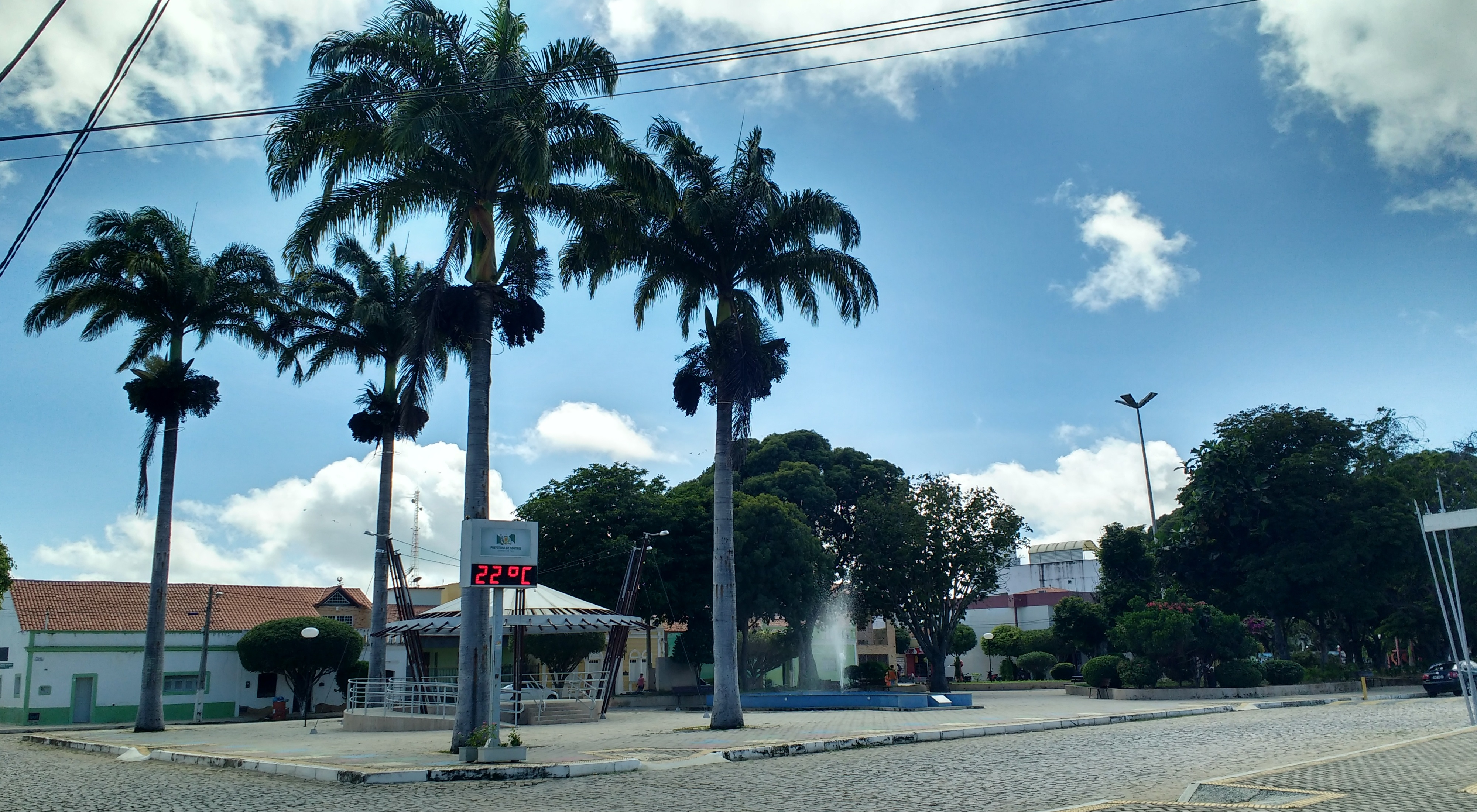
Praça Dr. Almino Afonso, onde ocorre o tradicional Festival Gastronômico de Martins.

Um dos principais eventos culturais do município é o Festival de Gastronomia e Cultura de Martins, o maior festival gastronômico do Rio Grande do Norte, realizado anualmente desde 2004 na Praça Almino Afonso. Ocorre geralmente no final do mês de julho ou no início de agosto, época mais fria do ano, recebendo restaurantes de várias localidades que servem vários pratos típicos de seu local de origem e contando também apresentações de bandas musicais, grupos teatrais e exposições artísticas.
Entre os dias 27 de dezembro e 6 de janeiro ocorrem as festividades da padroeira Nossa Senhora da Conceição, reunindo milhares de fiéis da região e ainda de outros estados, com a realização de novenas e missas em homenagem à aparição mariana e terminando com a procissão por algumas ruas da cidade, além da apresentação de bandas católicas e de outros estilos.
O Carnaval na Serra é realizado em data móvel, em fevereiro ou março, com duração de cinco dias de folia, em antecedência ao início da Quaresma. No mês de junho destacam-se as festas juninas, como o Arraiá na Serra, com apresentações de quadrilhas, danças folclóricas e animações de bandas de forró, bem como o encontro dos motociclistas.
Outros eventos culturais realizados no município são o Ano-Novo, a festa dos Santos Reis (no final da festa da padroeira), a Semana Santa, o Festival do Fondue nos hotéis Chalé Lagoa dos Ingás e Serrano, Corpus Christi, a festa de Nossa Senhora do Rosário de Lagoa Nova (segunda quinzena de agosto), as cavalgadas "das Serras" (que ocorre no mês de agosto e consiste em um percurso de 42 quilômetros de Patu até Martins) e do "Abraço de Maria" (que parte do Rancho Beatriz, em Serrinha dos Pintos, percorrendo dez quilômetros até Martins, em dezembro), Finados, a festa de emancipação política (em 10 de novembro) e as comemorações natalinas.

### Feriados municipais
Em Martins há dois feriados municipais, que são os dias 6 de janeiro, dia dos Santos Reis, e 10 de novembro, data de emancipação política do município.